# Nosphistia
Nosphistia là một chi bướm ngày thuộc họ Bướm nâu.